# Embargo (roman)
Embargo est le 41e roman de la série SAS, écrit par Gérard de Villiers et publié en janvier 1976 aux éditions Plon / Presses de la Cité. Comme tous les SAS parus au cours des années 1970, le roman a été édité lors de sa publication en France à 50 000 exemplaires.
L'action du roman se déroule en février 1974 (bien que le roman ait été publié en janvier 1976), principalement à Washington et à Houston (Texas), un peu à Los Angeles.

## Contexte historique et liens avec l'actualité
Octobre 1973 à mars 1974 : à la suite de la guerre du Kippour, décision des pays de l'OPEP de mettre en place un embargo, ce qui entraîne le premier choc pétrolier.

## Personnages principaux

### Américains et alliés
- Malko Linge : agent secret.
- Patricia Highsmith : amie de Malko ; elle travaille aussi occasionnellement pour la CIA et le Mossad.
- Marty Rogers : chef d'un service de la CIA ; adjoint de David Wise (directeur des opérations).
- Larry O'Neal : membre de la CIA.
- Greg Austin : chef du bureau de la CIA à Houston.
- Chris Jones et Milton Brabeck : agents de la CIA ; comparses de Malko.
- Alexandra Vogel : compagne officielle de Malko ; elle n'intervient qu'au premier chapitre.

### Autres personnages
- Nafud Jidda : homme d'affaires saoudien ; suspect principal de Malko.
- Omar Sabet : homme de main de Nafud Jidda.
- Paprika (Hildegarde Richter) : maîtresse de Nafud Jidda.
- Richard Crosby : millionnaire ; il est engagé dans le business avec Nafud Jidda.
- Martha Crosby : épouse de  Richard Crosby.
- Ophelia Bird : journaliste ; maîtresse de Richard Crosby.
- Mary O'Connor : vieille dame faisant des émissions de radio.
- Wilbur Stockton : homme politique, président de la Commission des affaires énergétiques au Sénat.
- Diana Derr : strip-teaseuse ; maîtresse de Wilbur Stockton.
- Ed Colton : journaliste.
- Barbara Stans : secrétaire d'Ed Colton.

## Résumé
Le récit commence par une réception que donne Malko Linge dans son château de Liezen. Mais cette réception est gravement perturbée par l'arrivée d'un hélicoptère qui dépose sur les jardins de la propriété un commando de quatre hommes. Ceux-ci ouvrent le feu et tuent une invitée de Malko, Patricia Highsmith. Les attaquants sont tous tués par Malko et son fidèle Elko Krisantem. Alexandra Vogel n'est pas blessée.
La CIA ouvre une enquête. En effet, Patricia Highsmith, qui travaillait pour l'agence américaine et pour le Mossad, avait apparemment fait une découverte importante en lien avec Nafud Jidda, un homme d'affaires saoudien. Nafud Jidda organise avec les pays arabes de l'OPEP un embargo pétrolier à l'encontre des États-Unis pour que ces derniers soutiennent moins fermement l'Etat d'Israël et adhèrent aux thèses palestiniennes.
Malko commence son enquête par le souhait de rencontrer un journaliste, Ed Colton. Mais l'homme se suicide dès son arrivée ! Suspectant que l'homme ait pu être drogué avec du LSD, Malko poursuit son enquête en direction de deux hommes : Nafud Jidda, l'homme d'affaires saoudien (et suspect principal de Malko) ; et Richard Crosby, un millionnaire engagé dans des liens d'affaires avec Nafud Jidda.
Une enquête superficielle laisse à penser que les deux hommes n'ont pas la volonté de nuire aux États-Unis, mais de gagner beaucoup d'argent, en trafiquant pendant cette période avec des superpétroliers remplis de pétrole et en spéculant sur les cours du pétrole.
Mais la mort suspecte de Colson puis celle de Mary O'Connor, tuée avec de l'acide cyanhydrique, font que Malko imagine que l'un des deux hommes utilise des méthodes « expéditives » à l'encontre de ceux qui résistent civiquement à l'embargo.
L'enquête de Malko va aboutir jusqu'à Wilbur Stockton, un important homme politique, président de la Commission des affaires énergétiques au Sénat, qui fait l'objet d'un chantage de la part d'Omar Sabet, l'homme de main de Nafud Jidda... Malko sera lui-même attaqué avec de l'acide cyanhydrique...
Nafud Jidda, ayant peur pour sa vie, ordonne à ses hommes de main de faire exploser les raffineries de pétrole de Houston et de sa région. La première raffinerie visée est celle de Crosby. Quand Malko apprend le sabotage de la raffinerie, il craint que d'autres sites soient la cible des bandits. La CIA fait appel au SWAT, tandis que Malko se rend sur les lieux de la raffinerie voisine de celle de Crosby. Il intercepte le commando arabe et neutralise les bandits. Pendant ce temps, Nafud Jidda est, avec son avion, dans la zone internationale et en bordure de l'espace aérien américain, si bien qu'il est invulnérable. Richard Crosby se dit qu'il a raté son mariage et raté sa vie professionnelle : il prend les commandes de son jet personnel et va volontairement percuter l'avion de Jidda. Les deux avions explosent en vol, tuant leurs passagers et pilotes. Les dernières lignes du roman indiquent que les pays arabes viennent de mettre fin à l'embargo.

## Autour du roman
- L'amie de Malko qui se fait tuer dans le jardin du château de Liezen, Patricia Highsmith, porte la même identité que la romancière Patricia Highsmith.
- Ce n'est pas la première fois qu'une fusillade nourrie a lieu dans les jardins de la propriété de Malko Linge ; cela était déjà arrivé dans le roman Le Bal de la comtesse Adler.
- Au chapitre XXI [1], il est indiqué que Malko n'avait pas sauté en parachute depuis l'aventure Safari à la Paz.